# Thực hành sản xuất tốt
Thực hành sản xuất tốt  (GMP) là tiêu chuẩn thực hành sản xuất tốt nhằm đảm bảo điều kiện vệ sinh an toàn trong cấp phép sản xuất, buôn bán thực phẩm và đồ uống, mỹ phẩm, dược phẩm, thực phẩm chức năng, và thiết bị y tế. Quy trình này đưa ra các yêu cầu tối thiểu mà những nhà sản xuất phải đáp ứng để đảm bảo rằng sản phẩm của họ luôn có chất lượng cao và đảm bảo điều kiện vệ sinh an toàn. GMP cũng kiểm soát tất cả các khía cạnh của quá trình sản xuất từ nguyên vật liệu, cơ sở, trang thiết bị sản xuất đến nhân viên làm việc tại cơ sở.